# The Road to Home
The Road to Home is een Britse documentaire uit 2015, geregisseerd en geproduceerd door Dominic Brown. 
De film gaat over Benny Wenda, West-Papoeaans onafhankelijkheidsleider en oprichter van de Free West Papua Campaign. Sinds zijn ontsnapping uit een Indonesische gevangenis in 2002, waar hij als politiek gevangene werd geïsoleerd en gemarteld, is Wenda actief als internationaal lobbyist voor de onafhankelijkheid van West-Papoea van Indonesië.

## Prijzen
- Best Documentary Feature - Amsterdam Film Festival, 2016[1]